# Eupithecia capitata
Eupithecia capitata là một loài bướm đêm trong họ Geometridae.